# European Community on Computational Methods in Applied Sciences
European Community on Computational Methods in Applied Sciences (ECCOMAS) to europejska organizacja naukowa założona w 1993 roku. Zrzesza 23 europejskie stowarzyszenia, których działalność koncentruje się na metodach obliczeniowych w naukach stosowanych. Jej misją jest promowanie współpracy między uniwersytetami, ośrodkami badawczymi i przemysłem w celu rozwoju metod numerycznych do obliczeń naukowych w inżynierii i naukach stosowanych. Kongres ECCOMAS odbywa się co 4 lata, a konferencje tematyczne co 2 lata (od 2023 r. odbywa się 30 konferencji tematycznych).

## Nagrody
ECCOMAS przyznaje 3 medale co 2 i 4 lata, 2 nagrody dla młodych naukowców i 2 nagrody za najlepsze prace doktorskie obronione w danym roku kalendarzowym:
- Medal im. Ritza-Galerkina[1]  jest najbardziej prestiżową nagroda przyznawana przez ECCOMAS, honoruje osoby, które wniosły wybitny, trwały wkład w dziedzinie metod obliczeniowych w naukach stosowanych w okresach stanowiących znaczną część ich kariery zawodowej. Medal przyznawany jest co 4 lata.
- Medal im. Eulera[1] honorujący osoby, które wniosły wybitny i trwały wkład w dziedzinie obliczeniowej mechaniki ciała stałego i mechaniki strukturalnej, w zakresie teorii matematycznej i metod numerycznych. Medal przyznawany jest co 2 lata.
- Medal im. Prandtla[1] honorujący osoby, które wniosły wybitny i trwały wkład w dziedzinie obliczeniowej dynamiki płynów, w zakresie teorii matematycznej i metod numerycznych. Medal przyznawany jest co 2 lata.
- Nagroda im. O. Zienkiewicza[2] jest przyznawana co 2 lata młodym badaczom (tj. badaczom nie starszym niż 40 lat), którzy wnieśli wybitny wkład w dziedzinie inżynierii obliczeniowej.
- Nagroda im. Jacques-Louis Lions[2] jest przyznawana co 2 lata młodym badaczom (tj. badaczom nie starszym niż 40 lat), którzy wnieśli wybitny wkład w dziedzinie analizy numerycznej.
- PhD Awards[3] - przyznawane są dwie nagrody za najlepsze prace doktorskie w dziedzinie Metod Obliczeniowych w Naukach Stosowanych i Inżynierii obronione w roku bieżącym. Każde stowarzyszenie członkowskie ECCOMAS jest reprezentowane w konkursie przez jednego kandydata do nagrody wybranego spośród przesłanych wniosków (w Polsce jest to PTMKM[4]).

### Dotychczasowi laureaci nagród[1]
| Medal im. Ritza-Galerkina | Medal im. Ritza-Galerkina      | Medal im. Prandtla | Medal im. Prandtla                     | Medal im. Eulera | Medal im. Eulera                   |
| ------------------------- | ------------------------------ | ------------------ | -------------------------------------- | ---------------- | ---------------------------------- |
| 2008                      | Prof. Giulio Maier, Włochy     | 2008               | Prof. Antonio Huerta, Hiszpania        | 2008             | Prof. Peter Wriggers, Niemcy       |
|                           |                                | 2010               | Prof. Ken Morgan, Wielka Brytania      | 2010             | Prof. Bernhard Schrefler, Włochy   |
| 2012                      | Prof. Erwin Stein, Niemcy      | 2012               | Prof. Roger Ohayon, Francja            | 2012             | Prof. Herbert Mang, Austria        |
|                           |                                | 2014               | Prof. Sergio Idelsohn, Argentyna       | 2014             | Prof. Franco Brezzi, Włochy        |
| 2016                      | Prof. Franco Brezzi, Włochy    | 2016               | Prof. Wolfgang A. Wall, Niemcy         | 2016             | Prof. Ferdinando Auricchio, Włochy |
|                           |                                | 2018               | Prof. Ramon Codina, Hiszpania          | 2018             | Prof. Ekkehard Ramm, Niemcy        |
| 2020                      | Prof. Eugenio Oñate, Hiszpania | 2020               | Prof. Spencer Sherwin, Wielka Brytania | 2020             | Prof. Alessandro Reali, Włochy     |
|                           |                                | 2022               | Prof. Harald Van Brummelen, Holandia   | 2022             | Prof. Alfio Quarteroni, Włochy     |
| 2024                      | Prof. Alfio Quarteroni, Włochy | 2024               | Prof. Ernst Rank, Niemcy               | 2024             | Prof. Remi Abgrall, Szwajcaria     |

## Prezydenci ECCOMAS
|                      | od   | do   | narodowość |
| -------------------- | ---- | ---- | ---------- |
| Jacques Périaux      | 1993 | 1996 | Francja    |
| Oskar Mahrenholtz    | 1996 | 2000 | Niemcy     |
| Eugenio Oñate        | 2000 | 2004 | Hiszpania  |
| Herbert Mang         | 2005 | 2009 | Austria    |
| Manolis Papadrakakis | 2009 | 2013 | Grecja     |
| Ekkehard Ramm        | 2013 | 2017 | Niemcy     |
| Michał Kleiber       | 2017 | 2021 | Polska     |
| Ferdinando Auricchio | 2021 | 2026 | Włochy     |
| Trond Kvamsdal       | 2026 |      | Norwegia   |

## Krajowe stowarzyszenia członkowskie[5]
| Akronim      | Stowarzyszenie | Kraj                                                                                |
| ------------ | --- | ----------------------------------------------------------------------------------- |
| AIMETA/GIMC  | AIMETA/Gruppo Italiano di Meccanica Computazionale                                                                     | Włochy                                                                              |
| APMTAC       | Associação Portuguesa de Mecânica Teórica, Aplicada e Computacional                                                    | Portugalia                                                                          |
| BNCTAM       | Belgian National Committee for Theoretical and Applied Mechanics                                                       | Belgia                                                                              |
| CEACM        | Central European Association for Computational Mechanics                                                               | Austria, Bośnia i Hercegowina, Chorwacja, Węgry, Polska, Słowacja, Słowenia, Czechy |
| CSMA         | Computational Structural Mechanics Association                                                                         | Francja                                                                             |
| ERCOFTAC     | European Research Community on Flow Turbulence and Combustion                                                          | Belgia                                                                              |
| FMS          | Finnish Mathematical Society                                                                                           | Finlandia                                                                           |
| GACM         | German Association of Computational Mechanics                                                                          | Niemcy                                                                              |
| GAMM         | Gesellschaft für Angewandte Mathematik und Mechanik                                                                    | Niemcy                                                                              |
| GAMNI/SMAI   | Groupe pour l’Avancement des Méthodes Numériques de l’Ingénieur / Société de Mathématiques Appliquées et Industrielles | Francja                                                                             |
| GRACM        | Greek Association for Computational Mechanics                                                                          | Grecja                                                                              |
| IACMM        | Israel Association for Computational Methods in Mechanics                                                              | Izrael                                                                              |
| NMC          | Netherlands Mechanics Committee                                                                                        | Holandia                                                                            |
| NOACM        | Nordic Association for Computational Mechanics                                                                         | Dania, Norwegia, Finlandia, Estonia, Łotwa, Litwa, Szwecja, Islandia                |
| ONIV         | Association for Scientific and Engineering Computations                                                                | Rosja                                                                               |
| PACM (PTMKM) | Polish Association for Computational Mechanics (Polskie Towarzystwo Metod Komputerowych Mechaniki)                     | Polska                                                                              |
| SEMA         | Sociedad Española de Matemática Aplicada                                                                               | Hiszpania                                                                           |
| SEMIC        | Sociedad Española de Mecánica e Ingeniería Computacionales                                                             | Hiszpania                                                                           |
| SIMAI        | Società Italiana di Matematica Applicata e Industriale                                                                 | Włochy                                                                              |
| SSCM         | Serbian Society for Computational Mechanics                                                                            | Serbia                                                                              |
| SWICCOMAS    | Swiss Consortium on Computational Methods in Applied Sciences                                                          | Szwajcaria                                                                          |
| TCNTAM       | Turkish National Committee on Theoretical and Applied Mechanics                                                        | Turcja                                                                              |
| UKACM        | UK Association for Computational Mechanics                                                                             | Wielka Brytania                                                                     |

## Strona internetowa
https://eccomas.org/